# Kerstin Ott

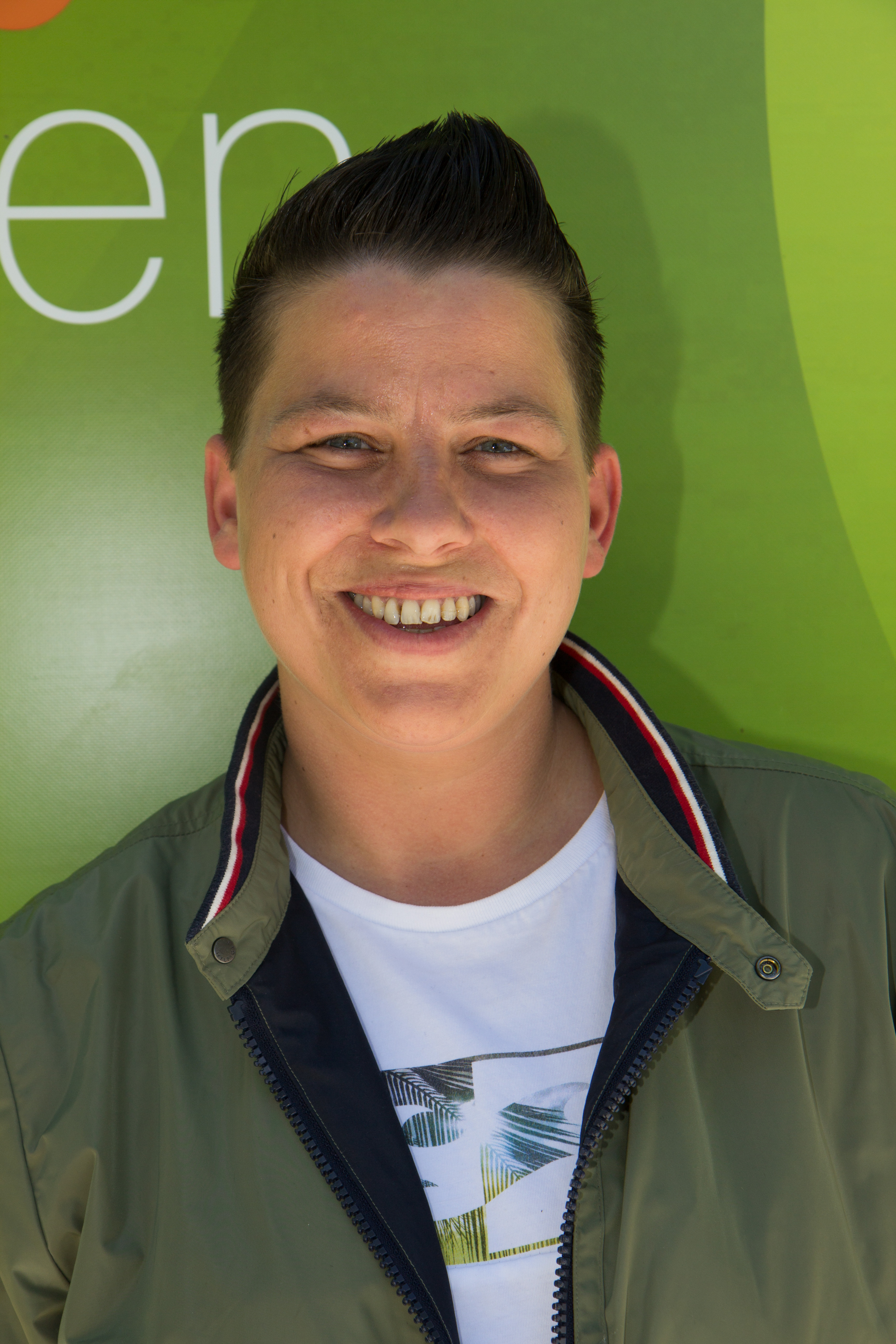
Kerstin Ott (2018)

Kerstin Ott (* 17. Januar 1982 in West-Berlin) ist eine deutsche Sängerin und  Songwriterin. Bekannt wurde sie durch das Lied Die immer lacht, das in einer von dem deutschen DJ- und Produzententeam Stereoact neu gemischten Version ab Januar 2016 auf die vorderen Plätze der deutschen und österreichischen Singlecharts stieg und auch die schweizerischen Charts erreichte.

## Leben
Kerstin Ott kam im Kindesalter in eine Pflegefamilie in Norddeutschland. Sie sang als Kind im Chor von Rolf Zuckowski und nahm in ihrer Jugend an einem Talentwettbewerb teil. Außerdem trat sie als DJ auf. 
Ott ist gelernte Malerin und Lackiererin und arbeitete bis zum Durchbruch von Die immer lacht in diesem Beruf. Anfang 2016 gab sie ihn auf und tourt seitdem durch den deutschsprachigen Raum. Sie war nach eigenen Angaben ab ihrem 18. Lebensjahr sieben Jahre lang spielsüchtig.
Ott lebt in der Nähe von Heide (Holstein). Im August 2017 ging sie mit ihrer langjährigen Freundin Karolina eine eingetragene Lebenspartnerschaft ein, die im Oktober 2017 in eine Ehe umgeschrieben wurde. Karolina Ott brachte aus ihrer vorherigen Ehe zwei Töchter mit in die Beziehung. Seit ihren Erfahrungen auf einer Pilgerreise durch Portugal im Jahre 2023 lebt Ott vegan, hat das Rauchen aufgegeben und trinkt keinen Alkohol mehr.

## Karriere
Ott nahm das Lied Die immer lacht als Hobbymusikerin um 2005 auf. Geschrieben hatte sie es nach eigener Darstellung innerhalb von fünf Minuten am Küchentisch für eine Freundin, die ein mentales Tief erlebte. Es handelt von einer Frau, die sich nach außen hin immer nur lachend zeigt. Die Erzählerin nimmt sie bei der Hand und bringt ihr bei, anderen gegenüber ihre wahren Gefühle zu zeigen. Ott verschenkte damals einige selbstgebrannte CDs des Liedes, das von einem der Empfänger bei YouTube eingestellt wurde und dort Jahre später von Stereoact entdeckt und zuerst bei Tokabeatz in Chemnitz und dann bei Kontor Records in Hamburg als Party-Remix veröffentlicht wurde. „Die immer lacht“ wurde im März 2017 vom Marktforschungsunternehmen GfK Entertainment offiziell zum erfolgreichsten Werk des Jahres 2016 erklärt und mit dem Deutschen Musikautorenpreis ausgezeichnet. Der Titel kletterte in Deutschland (Offizielle Deutsche Charts) und Österreich (Ö3 Austria Top 40) bis auf Platz 2 der Hitliste und hielt sich mehrere Monate lang in den Top 10. Bisher generierte das Lied 207 Millionen YouTube-Views (Stand: Januar 2023) und erhielt für über 1,2 Millionen verkaufte Exemplare eine dreifache Platin-Schallplatte in Deutschland. Es zählt zu den meistverkauften Singles in Deutschland.
In dem auf Mallorca gedrehten offiziellen Video zum Lied spielt Ott eine Fotografin, die ein unentwegt lächelndes Model (Greta Hirsch) fotografiert.
Das ursprüngliche Lied, in dem Ott zu ihrem Gesang auf einer akustischen Gitarre spielt, wird allgemein in die Kategorie Schlager eingeordnet, der Mix von Stereoact wird dem Genre Melodic/Deep House bzw. Partymusik zugeordnet. Gemeinsam mit dem Produzenten Thorsten Brötzmann hat Ott ihre musikalischen Visionen in dessen Husumer Studio erstmals auf einem Longplayer umgesetzt.
Im August 2016 erreichte Otts Single Scheissmelodie Platz 31 der Charts und blieb bis zum November 2016 unter den Top 100. Das Video wurde seitdem nahezu 33 Millionen Mal bei YouTube angesehen. Am 2. Dezember 2016 erschien ihr Debütalbum Herzbewohner. Es erreichte im Januar 2017 Platz 4 der deutschen Albumcharts, wurde bisher 200.000 Mal verkauft und erreichte wenige Wochen nach Veröffentlichung Goldstatus. Im März 2017 erhielt sie in der Sparte „Erfolgreichstes Werk“ den Deutschen Musikautorenpreis. Im September 2017 veröffentlichte sie das Album Herzbewohner-Gold-Edition, das fünf zusätzliche Songs enthielt.
Im September 2017 veröffentlichte Ott die Single Lebe laut. Ihr zweites Album Mut zur Katastrophe wurde am 25. August 2018 veröffentlicht. Es stieg auf Platz 5 der deutschen Albumcharts ein und erreichte in der 2. Woche Platz 3.
Im Oktober 2018 erschien ihre Autobiografie Die fast immer lacht. Im Rahmen der Helene Fischer Show 2018 erschien im Dezember 2018 die Single Regenbogenfarben im Duett mit Helene Fischer. 2019 nahm sie an der 12. Staffel der RTL-Tanzshow Let’s Dance teil und belegte den zehnten Platz. Am 1. November 2019 veröffentlichte sie das dritte Album Ich muss dir was sagen, das ihrer Frau gewidmet ist. Im  September 2021 folgte ihr viertes Album Nachts sind alle Katzen grau, ein Jahr später, am 7. Oktober 2022, dann ihr fünftes Album Best OTT.

## Diskografie
Studioalben

| Jahr | Titel Musiklabel                                         | Höchstplatzierung, Gesamtwochen, AuszeichnungChartplatzierungen (Jahr, Titel, Musiklabel, Platzierungen, Wochen, Auszeichnungen, Anmerkungen) | Höchstplatzierung, Gesamtwochen, AuszeichnungChartplatzierungen (Jahr, Titel, Musiklabel, Platzierungen, Wochen, Auszeichnungen, Anmerkungen) | Höchstplatzierung, Gesamtwochen, AuszeichnungChartplatzierungen (Jahr, Titel, Musiklabel, Platzierungen, Wochen, Auszeichnungen, Anmerkungen) | Anmerkungen                                                  |
| Jahr | Titel Musiklabel                                         | DE | AT | CH | Anmerkungen                                                  |
| ---- | -------------------------------------------------------- | --- | --- | --- | ------------------------------------------------------------ |
| 2016 | Herzbewohner Island Records • Polydor (UMG)              | DE4 Platin · (94 Wo.)DE | AT39 Gold · (8 Wo.)AT | CH49 (2 Wo.)CH | Erstveröffentlichung: 2. Dezember 2016 Verkäufe: + 207.500   |
| 2018 | Mut zur Katastrophe Electrola • Music for Millions (UMG) | DE3 ×2Doppelplatin · (92 Wo.)DE | AT9 Gold · (52 Wo.)AT | CH14 (28 Wo.)CH | Erstveröffentlichung: 17. August 2018 Verkäufe: + 407.500    |
| 2019 | Ich muss dir was sagen Music for Millions (UMG)          | DE2 Platin · (83 Wo.)DE | AT5 Gold · (70 Wo.)AT | CH17 (31 Wo.)CH | Erstveröffentlichung: 1. November 2019 Verkäufe: + 207.500   |
| 2021 | Nachts sind alle Katzen grau Polydor (UMG)               | DE3 Gold · (46 Wo.)DE | AT6 (16 Wo.)AT | CH10 (16 Wo.)CH | Erstveröffentlichung: 10. September 2021 Verkäufe: + 100.000 |
| 2024 | Für immer für dich Polydor (UMG)                         | DE5 (… Wo.)DE | AT12 (3 Wo.)AT | CH22 (2 Wo.)CH | Erstveröffentlichung: 18. Oktober 2024                       |

## Auszeichnungen
- Die Eins der Besten
  - 2019: in der Kategorie Sängerin des Jahres
  - 2021: in der Kategorie Platin-Eins der Besten (Ich muss dir was sagen)[12]

- Schlager.de-Jahresvoting
  - 2019: in der Kategorie „Sängerin des Jahres“

- Smago! Award
  - 2021: in der Kategorie Erfolgreichstes Schlageralbum des Jahres (Ich muss dir was sagen)[13]